# Gerhard August Honckeny
Gerhard August Honckeny, citato anche con la grafia Honkeny (1724 – 1805), è stato un botanico tedesco, maggiormente noto per il suo Synopsis Plantarum Germaniæ.
A lui è dedicato il genere Honckenya.
| Honck. è l'abbreviazione standard utilizzata per le piante descritte da Gerhard August Honckeny. Consulta l'elenco delle piante assegnate a questo autore dall'IPNI. |